# Мельоннек
Мельонне́к (фр. Mellionnec, брет. Melioneg) — коммуна во Франции, находится в регионе Бретань. Департамент — Кот-д’Армор. Входит в состав кантона Ростренен. Округ коммуны — Генган.
Код INSEE коммуны — 22146.

## География
Коммуна расположена приблизительно в 430 км к западу от Парижа, в 120 км западнее Ренна, в 55 км к юго-западу от Сен-Бриё.

## Население
Население коммуны на 2016 год составляло 410 человек.
| 1962 | 1968 | 1975 | 1982 | 1990 | 1999 | 2008 | 2016 |
| ---- | ---- | ---- | ---- | ---- | ---- | ---- | ---- |
| 889  | 749  | 628  | 567  | 420  | 440  | 405  | 410  |

## Администрация
| Период | Период | Фамилия          | Партия       | Примечания |
| ------ | ------ | ---------------- | ------------ | ---------- |
| 2001   | 2008   | Одетта Дельплас  |              |            |
| 2008   |        | Мари-Жозе Феркок | Разные левые | фармацевт  |

## Экономика
В 2007 году среди 240 человек в трудоспособном возрасте (15—64 лет) 159 были экономически активными, 81 — неактивными (показатель активности — 66,3 %, в 1999 году было 68,8 %). Из 159 активных работали 141 человек (77 мужчин и 64 женщины), безработных было 18 (6 мужчин и 12 женщин). Среди 81 неактивных 17 человек были учениками или студентами, 25 — пенсионерами, 39 были неактивными по другим причинам.

## Достопримечательности
- Часовня Божией Матери Милосердия (XVI век). Исторический памятник с 1973 года[3]
- Шато Трегарантек (XVII век). Исторический памятник с 1997 года[4]

## Фотогалерея

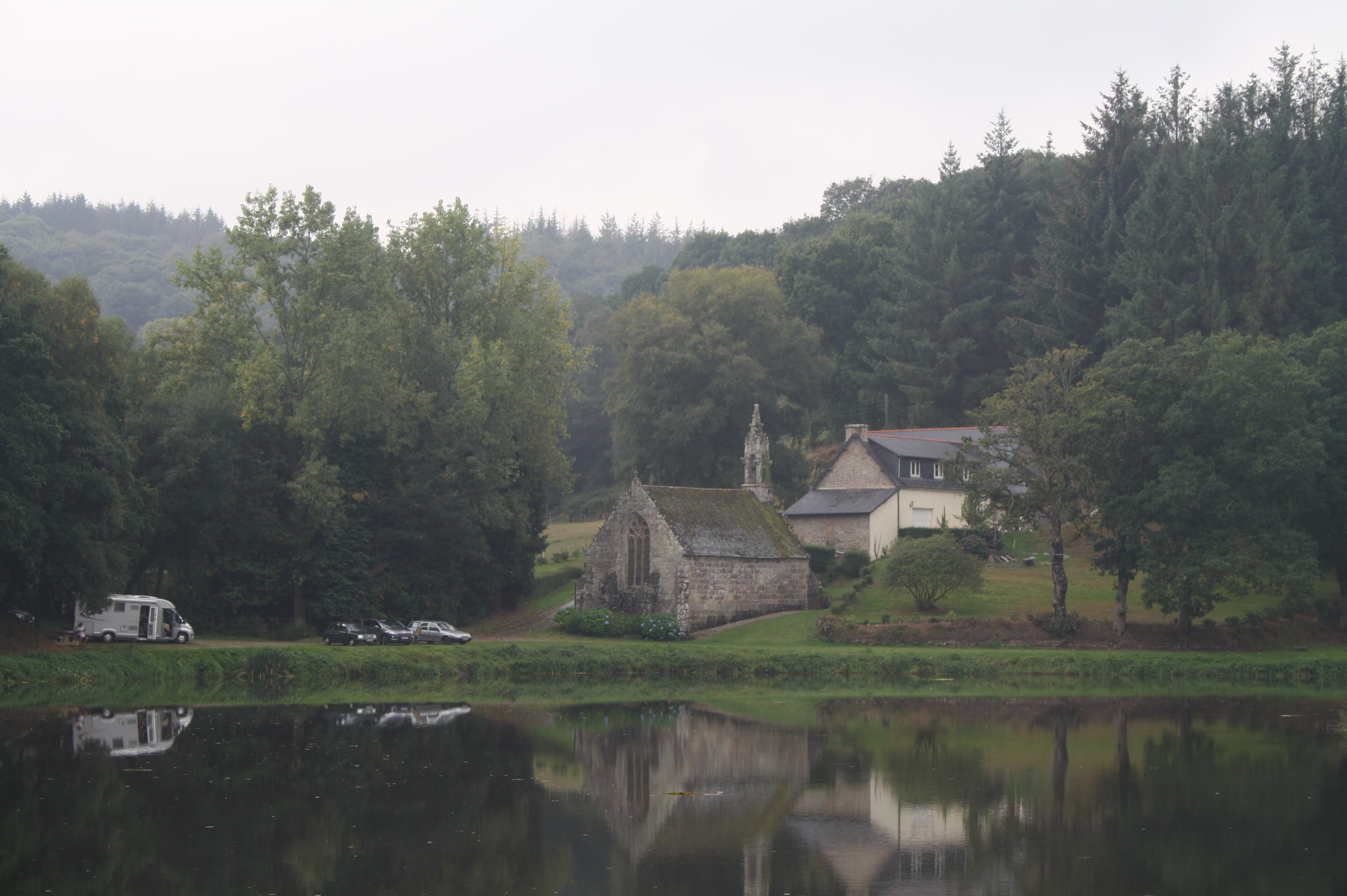
Часовня Божией Матери Милосердия
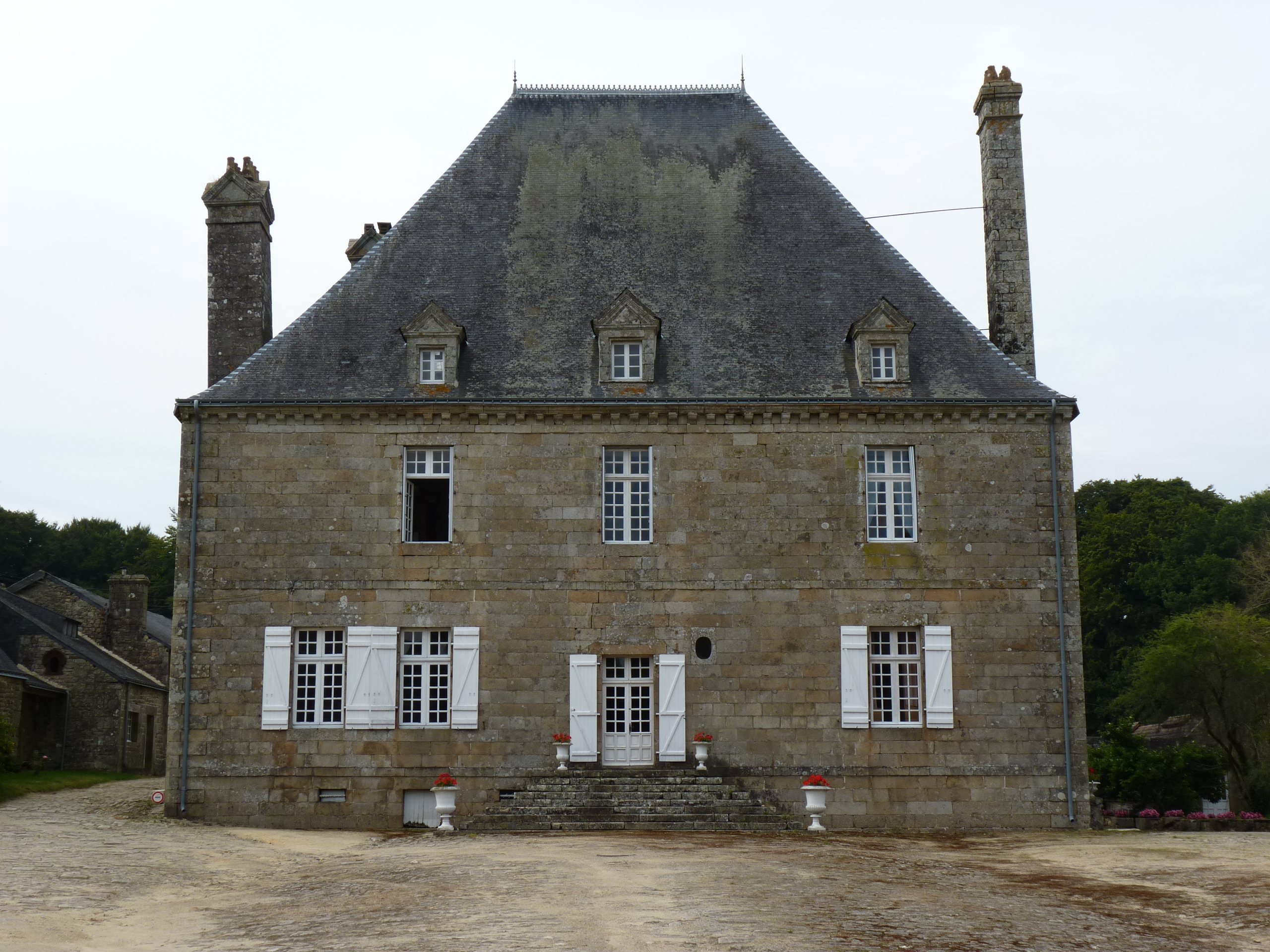
Шато Трегарантек
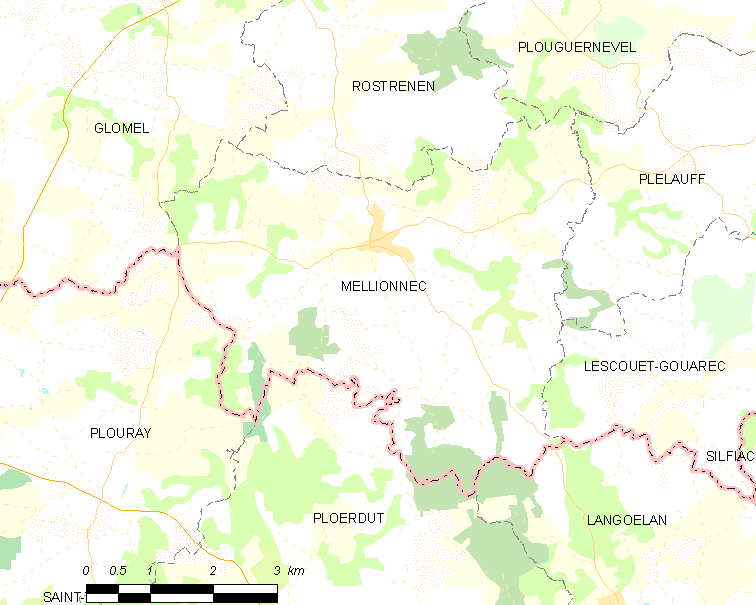
Карта коммуны